# Berdicev
Berdicev (în ucraineană Бердичів, transliterat: Berdîciv, în poloneză Berdyczów) este oraș regional în regiunea Jîtomîr, Ucraina. Deși subordonat direct regiunii, orașul este și reședința raionului Berdîciv. 

## Demografie
Componența lingvistică a orașului Berdîciv
     Ucraineană (88,96%)
     Rusă (10,59%)
     Alte limbi (0,22%)
Conform recensământului din 2001, majoritatea populației orașului Berdîciv era vorbitoare de ucraineană (88,96%), existând în minoritate și vorbitori de rusă (10,59%).

## Istorie
Marele Ducat al Lituaniei 1430–1569

 Uniunea statală polono-lituaniană 1569–1793

 Imperiul Rus 1793–1917

 RSS Ucraineană 1920–1922

 Uniunea Sovietică 1922–1941

 Imperiul German (ocupația) 1941–1944

 Uniunea Sovietică 1944–1991

 Ucraina 1991–prezent 

## Personalități
- Levi Ițhak din Berdicev⁠(d) (1740 - 1810), rabin;
- Joseph Conrad (1857 - 1924), scriitor;
- Vladimir Horowitz (1903 - 1989), pianist, evreu american;
- Vasili Grossman (1905 - 1964), scriitor.